# Златни глобус за најбољу глумицу у ТВ мјузиклу или комедији

## Награђене и номиноване
- 1968: Дајен Керол — Џулија
- 1971: Мери Тајлер Мур — Шоу Мари Тајлер Мур
- 1973: Џин Стејплтон —
- 1974: Џин Стејплтон —
- 1974: Шер — Сат комедије Сонија и Шер
- 1975: Валери Харпер — Рода
- 1976: Клорис Личман — Филис
- 1977: Керол Бернет — Шоу Карол Бернет
- 1978: Керол Бернет — Шоу Карол Бернет
- 1979: Линда Лавин — Алис
- 1980: Линда Лавин — Алис
- 1981: Кетрин Хелмонд — Сапуница
- 1982: Ајлин Бренан — Редов Бенџамин
- 1983: Деби Ален — Слава
- 1984: Џоана Касиди — Бафало Бил
- 1985: Шели Лонг — Живели
- 1986: Сибил Шеперд —
- 1986: Естел Гети — Златне девојке
- 1987: Сибил Шеперд —
- 1988: Трејси Улман — Шоу Трејси Улман
- 1989: Кендис Берген — Мерфи Браун
- 1990: Џејми Ли Кертис —
- 1991: Кирсти Али — Живели
- 1992: Кендис Берген — Мерфи Браун
- 1993: Розан Бар — Роузан
- 1994: Хелен Хант —
- 1995: Хелен Хант —
- 1996: Сибил Шеперд — Сибил
- 1997: Хелен Хант —
- 1998: Калиста Флокхарт — Али Макбил
- 1999: Џена Елфман — Дарма и Грег

## 2000-е
- 2000: Сара Џесика Паркер — Секс и град
  - Џена Елфман — Дарма и Грег
  - Калиста Флокхарт — Али Макбил
  - Фелисити Хафман — Sports Night
  - Хедер Локлир — Сви градоначелникови људи
  - Дебра Месинг — Вил и Грејс
- 2001: Сара Џесика Паркер — Секс и град
  - Калиста Флокхарт — Али Макбил
  - Џејн Казмарек — 
  - Дебра Месинг — Вил и Грејс
  - Бет Мидлер — Бет
- 2002: Сара Џесика Паркер — Секс и град
  - Калиста Флокхарт — Али Макбил
  - Џејн Казмарек — 
  - Хедер Локлир — Сви градоначелникови људи
  - Дебра Месинг — Вил и Грејс
- 2003: Џенифер Анистон — Пријатељи
  - Бони Хант — Живот са Бони
  - Џејн Казмарек — 
  - Дебра Месинг — Вил и Грејс
  - Сара Џесика Паркер — Секс и град
- 2004: Сара Џесика Паркер — Секс и град
  - Бони Хант — Живот са Бони
  - Риба Макинтајер — Риба
  - Дебра Месинг — Вил и Грејс
  - Бити Шрам — Монк
  - Алиша Силверстон —
- 2005: Тери Хачер — Очајне домаћице
  - Марша Крос — Очајне домаћице
  - Фелисити Хафман — Очајне домаћице
  - Дебра Месинг — Вил и Грејс
  - Сара Џесика Паркер — Секс и град
- 2006: Мари Луиза Паркер — 
  - Марша Крос — Очајне домаћице
  - Тери Хачер — Очајне домаћице
  - Фелисити Хафман — Очајне домаћице
  - Ева Лонгорија — Очајне домаћице
- 2007: Америка Ферера — Ружна Бети
  - Марша Крос — Очајне домаћице
  - Фелисити Хафман — Очајне домаћице
  -  — Нове авантуре старе Кристин
  - Мари Луиза Паркер — Трава
- 2008: Тина Феј —